# 巴润夏巴尔
巴润夏巴尔(又称巴润夏巴日)是位于中国内蒙古自治区锡林郭勒盟东乌珠穆沁旗满都胡宝拉格苏木境内的一个湖泊。其位置约为东经118°26′,北纬46°36′。湖面海拔800米，面积约5.1平方公里，主要沉积物为芒硝。巴润夏巴尔来自蒙古语，是西泥湖的意思。